# Saison 4 de Superstore
Chronologie
Saison 3 Saison 5
Cet article présente le guide des épisodes de la quatrième saison de la série télévisée américaine Superstore.

## Généralités
- Aux États-Unis, la saison a été diffusée du 4 octobre 2018 au 16 mai 2019 sur le réseau NBC.
- Au Canada, la saison a été diffusée en simultanée (automne) ou en différé (printemps) sur le réseau Global.
- En France, la saison sera diffusée sur NRJ12 au cours de la saison 2019/2020.

## Distribution

### Acteurs principaux
- America Ferrera (VF : Melissa Windal) : Amy Dubanowski
- Ben Feldman (VF : Pierre Lebec) : Jonah Simms
- Lauren Ash (VF : Célia Torrens) : Dina Fox, assistante manager du magasin
- Colton Dunn (VF : Sébastien Hébrant) : Garrett McNeill
- Nichole Bloom (VF : Sophie Pyronnet) : Cheyenne Tyler Lee
- Nico Santos (VF : Alessandro Bevilacqua) : Mateo Fernando Aquino Liwanag
- Mark McKinney (VF : Michel Hinderyckx) : Glenn Sturgis

### Acteurs récurrents et invités
- Johnny Pemberton (VF : Gauthier de Fauconval) : Bo Derek Thompson
- Kaliko Kauahi : Sandra Kaluiokalani
- Josh Lawson : Tate Stasklewicz, le pharmacien
- Linda Porter (en) : Myrtle Vartanian, l'employée âgée
- Jon Barinholtz : Marcus White
- Jon Miyahara : Brett
- Michael Bunin (en) : Jeff Sutin
- Eden Sher : Penny[1] (épisode 6)
- Chrissy Metz : Luanne, HR[2]

## Épisodes

### Épisode 1:Retour à l’école
- États-Unis /  Canada : 4 octobre 2018 sur NBC[3] / Global
- France : Inédit

- États-Unis : 3,16 millions de téléspectateurs[4] (première diffusion)

### Épisode 2:Douche de Bébé
- États-Unis /  Canada : 11 octobre 2018 sur NBC / Global
- France : Inédit

- États-Unis : 3,01 millions de téléspectateurs[5] (première diffusion)

### Épisode 3:Lieu de Travail Toxique
- États-Unis /  Canada : 18 octobre 2018 sur NBC / Global
- France : Inédit

- États-Unis : 3,16 millions de téléspectateurs[6] (première diffusion)

### Épisode 4:Concours de Costumes
- États-Unis /  Canada : 25 octobre 2018 sur NBC / Global
- France : Inédit

- États-Unis : 3,06 millions de téléspectateurs[7] (première diffusion)

### Épisode 5:Jour de Livraison
- États-Unis /  Canada : 1er novembre 2018 sur NBC / Global
- France : Inédit

- États-Unis : 3,21 millions de téléspectateurs[8] (première diffusion)

### Épisode 6:Congé Maternité
- États-Unis /  Canada : 8 novembre 2018 sur NBC / Global
- France : Inédit

- États-Unis : 3,27 millions de téléspectateurs[9] (première diffusion)

### Épisode 7:Nouvelle Initiative
- États-Unis /  Canada : 15 novembre 2018 sur NBC / Global
- France : Inédit

- États-Unis : 3,31 millions de téléspectateurs[10] (première diffusion)

### Épisode 8:La Conférence des Gestionnaires
- États-Unis /  Canada : 6 décembre 2018 sur NBC / Global
- France : Inédit

- États-Unis : 3,31 millions de téléspectateurs[11] (première diffusion)

### Épisode 9:L'ombrage de Glenn
- États-Unis /  Canada : 13 décembre 2018 sur NBC / Global
- France : Inédit

- États-Unis : 2,98 millions de téléspectateurs[12] (première diffusion)

### Épisode 10:Cloud 9 Academy
- États-Unis /  Canada : 7 mars 2019 sur NBC / Global
- France : Inédit

- États-Unis : 3,07 millions de téléspectateurs[13] (première diffusion)

### Épisode 11:Défis et Étapes
- États-Unis /  Canada : 14 mars 2019 sur NBC / Global
- France : Inédit

- États-Unis : 3,26 millions de téléspectateurs[14] (première diffusion)

### Épisode 12:Tempête de Neige
- États-Unis /  Canada : 21 mars 2019 sur NBC / Global
- France : Inédit

- États-Unis : 3,86 millions de téléspectateurs[15] (première diffusion)

### Épisode 13:Les Amoureux
- États-Unis : 28 mars 2019 sur NBC
- Canada : non diffusé
- France : Inédit

- États-Unis : 3,39 millions de téléspectateurs[16] (première diffusion)

### Épisode 14:Le Crime des Mineurs
- États-Unis : 4 avril 2019 sur NBC
- Canada : non diffusé
- France : Inédit

- États-Unis : 3,11 millions de téléspectateurs[17] (première diffusion)

### Épisode 15:Le Salaire
- États-Unis /  Canada : 11 avril 2019 sur NBC / Global
- France : Inédit

- États-Unis : 3,37 millions de téléspectateurs[18] (première diffusion)

### Épisode 16:Pâques
- États-Unis /  Canada : 18 avril 2019 sur NBC / Global
- France : Inédit

- États-Unis : 3,04 millions de téléspectateurs[19] (première diffusion)

### Épisode 17:La Quinceañera
- États-Unis /  Canada : 25 avril 2019 sur NBC / Global
- France : Inédit

- États-Unis : 2,95 millions de téléspectateurs[20] (première diffusion)

### Épisode 18:Cloud au Vert
- États-Unis /  Canada : 2 mai 2019 sur NBC / Global
- France : Inédit

- États-Unis : 3,01 millions de téléspectateurs[21] (première diffusion)

### Épisode 19:Le Scan
- États-Unis /  Canada : 9 mai 2019 sur NBC / Global
- France : Inédit

- États-Unis : 2,91 millions de téléspectateurs[22] (première diffusion)

### Épisode 20:#Cloud9Echec
- États-Unis /  Canada : 9 mai 2019 sur NBC / Global
- France : Inédit

- États-Unis : 2,46 millions de téléspectateurs[22](première diffusion)

### Épisode 21:La Lutte de Sandra
- États-Unis /  Canada : 16 mai 2019 sur NBC / Global
- France : Inédit

- États-Unis : 2,38 millions de téléspectateurs[23] (première diffusion)

### Épisode 22:L’Employée du Jour
- États-Unis /  Canada : 16 mai 2019 sur NBC / Global
- France : Inédit

- États-Unis : 1,95 million de téléspectateurs[23] (première diffusion)